# Plebejus pseudomasseyi
Plebejus pseudomasseyi är en fjärilsart som beskrevs av Thompson 1937. Plebejus pseudomasseyi ingår i släktet Plebejus och familjen juvelvingar. Inga underarter finns listade i Catalogue of Life.